# ريوسوكي بابا
ريوسوكي بابا (باليابانية: 馬場 亮輔) (من مواليد 4 فبراير 1984) هو لاعب جمباز فني ياباني. كان بابا جزءًا من الفريق الياباني الذي فاز بالميدالية الفضية في حدث الفرق في دورة الألعاب الآسيوية 2006.